# C'è tutto un mondo intorno (EP)
C'è tutto un mondo intorno è l'unico EP dei Matia Bazar, pubblicato nel 1979 dalla Ariston (catalogo ARX 16018). L'EP contiene 4 degli 8 brani pubblicati nell'album Tournée (1979).

## Tracce
Scritte, composte ed arrangiate da tutti i membri della band. In particolare, i testi sono opera di Giancarlo Golzi e Aldo Stellita, mentre le musiche sono composte da Antonella Ruggiero, Carlo Marrale e Piero Cassano.

### Lato A
1. C'è tutto un mondo intorno – 4:22
2. Ragazzo in blue jeans – 5:20

Durata totale: 9:42

### Lato B
1. Tram – 7:04
2. Non è poi tanto male – 3:41

Durata totale: 10:45

## Formazione

### Gruppo
- Antonella Ruggiero – voce solista, percussioni
- Piero Cassano – tastiere, voce, cori
- Carlo Marrale – chitarra, voce, cori
- Aldo Stellita – basso, cori
- Giancarlo Golzi – batteria

### Altri musicisti
- Hugo Heredia – sax (A2)